# Буряк Євген
Євге́н (Євгеній) Буря́к — майстер спорту України з Фрі-файт 
Представляв Миколаївський клуб «Бульдог», майстер спорту України з фрі-файту, віце-чемпіон України з фрі-файту, віце-чемпіон України з кік-боксингу, віце-чемпіон Внутрішніх військ МВС України з рукопашного бою.